# Монтана
Монта́на (англ. Montana, МФА: [mɒnˈtænə]) — штат у США; 380,3 тисяч км²; 840 тис. мешканців (близько 50 тис. індіанців); адміністративний центр Гелена; Скелясті гори та Великі Рівнини (прерії); хвойні ліси; тваринництво, вівчарство; вирощування пшениці, ячменю; експлуатація лісів, видобуток руд кольорових металів; виплавка міді, деревообробна промисловість; Єллоустоунський національний парк.

## Географія
Монтана є четвертим за величиною штатом у США після Аляски, Техасу та Каліфорнії. Площа штату дорівнює приблизно 376 978 км². Монтана межує на півночі із канадськими провінціями Британська Колумбія, Альберта і Саскачеван, на сході — з Північною Дакотою, на півдні — з Вайомінгом, на заході — з Айдахо.
Рельєф: На заході штату переважають високі, скелясті гори, покриті лісами, тоді як на сході — степи на великих рівнинах. Головні річки, що протікають через штат Монтана: Місурі (довжина 3 767 км), Мілк (1 173 км), Єллостоун (Yellowstone, [ˈjeloˌstəʊn], 1 114 км), Кутеней (781 км), Біггорн (742 км), Павдер (604 км), Кларк-Форк (499 км), Маселшел (470 км), Тонг (426 км).
Особливості: національні парки Єллоустоунський національний парк і Глейсер.

## Історія
З давніх-давен землі майбутнього штату Монтана населяли індіанці таких племен, як
- шайєнни,
- кроу,
- чорноногі,
- ассінібойни,
- гровантри,
- сіу (вони ж — дакоти і лакоти) та ін.

Французи з'явилися в цьому районі в 1742 році. Територія сучасної Монтани на схід від Скелястих гір — це частина Луїзіани, купленої у Франції в 1803 році. На початку XIX століття район був досліджений у ході експедицій Льюїса і Кларка. На початку XIX століття хутроторговці та місіонери заснували тут декілька поселень.
У період 1848—1864 років різні частини Монтани входили до складу різних федеральних територій, як-от:
- Орегон (1848—1859),
- Вашингтон (1853—1863),
- Айдахо (1863—1864),
- Дакота (1861—1864).

У 1850-х роках у межах майбутньої Монтани були відкриті солідні поклади золота й міді. 26 травня 1864 року Монтана отримала статус федеральної території США. Назва території (а потім штату) походить від іспанського слова montaña (гора). Першою її столицею став Баннак (Bannack). Першим губернатором був Сідні Еджертон (Sidney Edgerton). У 1865 році столиця території була перенесена у Верджинію-Сіті, а в 1875 році — в місто Гелена.
Наприкінці 1860-х років тут було засновано кілька військових фортів, як-от: Форт-Шоу, Кемп-Кук і Форт-Сміт. Колонізація Монтани супроводжувалася битвами з індіанськими племенами; найвідоміша відбулася в 1876 році та увійшла в історію як битва при Літтл-Біггорн. Будівництво Північної Тихоокеанської залізниці в 1883 році призвело до різкого зростання населення. Територія Монтани увійшла до складу США 26 травня 1864 року, а 8 листопада 1889 року Монтана була оголошена штатом.

## Адміністративно-територіальний устрій
Міста: Біллінгс, Грейт-Фолс, Б'ютт;

## Економіка
Однією із трьох неофіційних назв штату є «Штат скарбів»: у його надрах знаходиться велика кількість корисних копалин. Монтана є одним із найбільших серед штатів США постачальників тальку та єдиний добуває платину й паладій. Також добуваються вугілля, нафта, природний газ (на сході) й золото, срібло, мідь, свинець, вольфрам, молібден (на заході штату). Основною культурою сільського господарства Монтани є пшениця, також вирощується ячмінь, картопля, цукровий буряк, боби.

## Демографія
Населення 799 100 мешканців (1990).
Мовний склад населення (2010)  [Архівовано 1 грудня 2007 у Wayback Machine.]
| Мови            | Частка людей старше 5 років, % |
| --------------- | ------------------------------ |
| Англійська      | 95,35                          |
| Іспанська       | 1,35                           |
| Німецька        | 1,00                           |
| Індіанські мови | 0,43                           |
| Алконгінська    | 0,36                           |
| Французька      | 0,29                           |
| Російська       | 0,10                           |
| Арабська        | 0,09                           |
| Тагальська      | 0,08                           |
| Дакотська       | 0,08                           |
| інші            | 0,87                           |

## Визначні місця
Музей Індійської долини; гірськолижні курорти, мисливські угіддя. Музей динозаврів.

## Відомі люди
Гері Купер, Мірна Лой.